# Едит Несбит
Едит Несбит (на английски: Edith Nesbit) е английска поетеса и писателка, авторка на произведения в жанровете детска литература, приключенски роман и хорър. Писала е и със съпруга си под съвместните псевдоними Фабиан Бланд (Fabian Bland) и Е. Бланд (E. Bland).

## Биография и творчество
Едит Несбит е родена на 15 август 1858 г. в Кенингтън (сега в Голям Лондон), Англия, в богатото семейство на Джон Несбит и Сара Грийн. Баща ѝ е директор на Лондонския селскостопански колеж. Той умира, когато тя е на три години. Сестра ѝ Мери се разболява от туберкулоза и семейството пътува много в търсене на здравословен климат, като живее на разни места в Брайтън, Бъкингамшир, Франция, Испания и Германия, докато се установява за по-дълго в Холстед, Кент поради финансови трудности. Като дете обича ездата, плуването и играта на пирати. От ранна възраст се увлича по литературата, а когато е на 15 години са публикувани първите ѝ стихове.
През 1877 г. се запознава с бизнесмена бохем Хюбърт Блант. По-късно забременява от него и на 22 април 1880 г. се омъжва за него. Имат четири деца – Пол (1880 – 1940), Ирис (1881 – 1950), Фабиан (1885 – 1900) и Розамунд (1886 – 1950). След сватбата тя разбира, че той има любовница – Алис Ноатсън, която ѝ е приятелка, и дете от нея. След жесток скандал се съгласява тя да живее с тях като икономка. След 13 години Алис отново забременява от Хюбърт, а детето ѝ е осиновено от Едит. Скоро след сватбата съпругът ѝ се разболява, а съдружникът му изчезва с всичките средства на фирмата. Едит започва да пише стихове, разкази, романи и есета, с които да осигури издръжка за себе си, своето бебе и болния си съпруг. След като се възстановява от болестта, Хюбърт Блант също започва да пише и по-късно става един от известните политически журналисти.
Едит Несбит е последователка на социалиста Уилям Морис, и тя и съпругът ѝ са сред основателите през 1884 г. на Фабианско общество и редактират неговия вестник. На него е кръстен синът ѝ Фабиан. След внезапната смърт на Фабиан през 1900 г. при операция на сливиците, му посвещава най-известните си романи за деца.
Между 20-те и 40-те си години пише произведения за възрастни в модерния за времето си сантиментален стил, в началото заедно със съпруга си, а после самостоятелно.
Известността ѝ идва с публикуването през 1899 г. на романа за деца „Историята на търсачите на съкровища“ от поредицата „Семейство Бастабъл“. С поставя началото на модерната литература за деца, която е свързана с реалността на живота.
Между 1897 и 1912 г. Едит Несбит публикува три книги с творби  на Шекспир, адаптирани за деца. На основата на тези нейни издания стъпва преводът на Владимир Полянов със заглавие „Най-хубавите произведения, приспособени за деца и юноши / Уилям Шекспир“ (1937).
След успеха на книгите ѝ семейството напуска Лондон и се заселва в красивата и просторна тухлена къща „Уелд Хол“ в графство Кент.
В следващите десет години става световна знаменитост с романите си „Пет деца и То“ (1902), „Феникс и летящият килим“ (1904), „Историята на амулета“ (1906), „Децата от гарата“ (1906), „Омагьосаният замък“ (1907), и др. Произведенията ѝ са остроумни, живи и новаторски, имат изискана фантазия и много любов към децата.
По произведенията ѝ за деца многократно са правени филми и телевизионни сериали.
Съпругът ѝ Хюбърт Блант умира през 1914 г. и за нея настъпва тежък период. През 1917 г. тя се омъжва за Томас Тъкър, бивш морски инженер, вдовец, с когото има щастлив живот в последните си години.
Едит Несбит умира от рак на белия дроб на 4 май 1924 г. в Ню Ромни, Кент.

## Произведения

### Самостоятелни романи

#### За възрастни
- The Prophet's Mantle (1885) – като Фабиан Бланд
- Something Wrong (1886) – като Фабиан Бланд
- The Pilot (1893)
- In Homespun (1896)
- The Marden Mystery (1896)
- The Secret of the Kyriels (1899)
- The Red House (1902)
- The Incomplete Amorist (1906)
- The Three Mothers (1908)
- Salome and the Head (1909) – издаден и като „The House With No Address“
- These Little Ones (1909)
- Daphne in Fitzroy Street (1909)
- Dormant (1911) – издаден и като „Rose Royal“
- The Incredible Honeymoon (1916)
- The Lark (1922)

#### За деца
- The Railway Children (1906)
Децата от гарата, изд.: ИК „Пан“, София (1998), прев. Елка Димитрова
- The Enchanted Castle (1907)
Омагьосаният замък, изд.: ИК „Пан“, София (1998), прев. Георги Рупчев
- The Magic City (1910)
- The Wonderful Garden (1911)
- Wet Magic (1913)
- Five of Us and Madeline (1925)

### Серия „Семейство Бастабъл“ (Bastable Family)
1. The Story of the Treasure-Seekers (1899)
2. The Would-be-goods (1901)
3. New Treasure Seekers (1904)

### Серия „Псамийд“ (Psammead)
1. Five Children and It (1902)
Пет деца и То, изд.: ИК „Пан“, София (2000), прев. Калина Кирилова
2. The Phoenix and the Carpet (1904)
3. The Story of the Amulet (1906)

Писателката Жаклин Уилсън е написала продължение на трилогията – „Четири деца и То“ (2014).

### Серия „Къщата на Ардън“ (House of Arden)
1. The House of Arden (1908)
2. Harding's Luck (1909)

### Сборници
- Spring Songs and Sketches (1887) – поезия
- Pussy and Doggy Tales (1899) – разкази за деца
- Grim Tales (1893)
- A Pomander Of Verse (1894) – поезия
- Oswald Bastable (1905)
- To the Adventurous (1923)

### Екранизации
- 1913 A Ballad of Splendid Silence – кратък филм, поезия
- 1951 Five Children and It – ТВ сериал, 2 епизода
- 1951 The Railway Children – ТВ сериал, 12 епизода
- 1953 The Story of the Treasure Seekers – ТВ сериал, 6 епизода
- 1957 The Railway Children – ТВ сериал, 8 епизода
- 1961 The Treasure Seekers
- 1965 Soba 17 – ТВ филм, по „Търсачи на съкровища“
- 1968 The Railway Children – ТВ минисериал, 7 епизода
- 1970 The Railway Children
- 1973 – 1977 Jackanory Playhouse – ТВ сериал, 2 епизода
- 1976 – 1977 The Phoenix and the Carpet – ТВ сериал, 8 епизода по романите
- 1979 The Enchanted Castle – ТВ сериал, 6 епизода по романите
- 1966 – 1969 Jackanory – ТВ сериал, 18 епизода, по романите
- 1982 The Story of the Treasure Seekers – ТВ минисериал, 6 епизода
- 1991 Five Children and It – ТВ сериал, 6 епизода по романа
- 1993 The Return of the Psammead – ТВ сериал, 6 епизода по романа
- 1995 The Phoenix and the Magic Carpet – по романа
- 1995 Der allerletzte Drache – кратък филм
- 1996 The Treasure Seekers – ТВ филм, по романа
- 1997 The Phoenix and the Carpet – ТВ минисериал, 6 епизода
- 1997 – 2000 Masterpiece Theatre – ТВ сериал, 2 епизода по романа
- 2001 The Fear – ТВ сериал, 1 епизод
- 2004 Five Children and It – по романа